# Cheondogyo
Cheondogyo (Thiên Đạo giáo hoặc Cheondoism/Chondoism trong tiếng Anh dịch từ nguồn của Hàn Quốc/Triều Tiên) là một tôn giáo phiếm thần phát sinh trong thế kỷ 20 tại bán đảo Triều Tiên, dựa trên phong trào tôn giáo Donghak (Đông học) của thế kỷ 19 do Ch'oe Che-u sáng lập và được Son Pyŏng-Hi hệ thống hoá. Cheondogyo bắt nguồn từ các cuộc nổi dậy nông dân bắt đầu từ năm 1812 trong triều đại Joseon.
Cheondogyo kết hợp các yếu tố của Shaman giáo Hàn Quốc. Nó nhấn mạnh vào sự tu dưỡng cá nhân và phúc lợi xã hội trong thế giới hiện tại. Cheondogyo đã phân nhánh thành các phong trào tôn giáo như Suungyo (Thủy Vân giáo) và Bocheongyo (Phổ Thiên giáo).

## Đức tin
Qua thời gian, Cheondogyo đã hấp thụ các yếu tố của các tôn giáo truyền thống khác của Triều Tiên như Đạo giáo và Phật giáo.

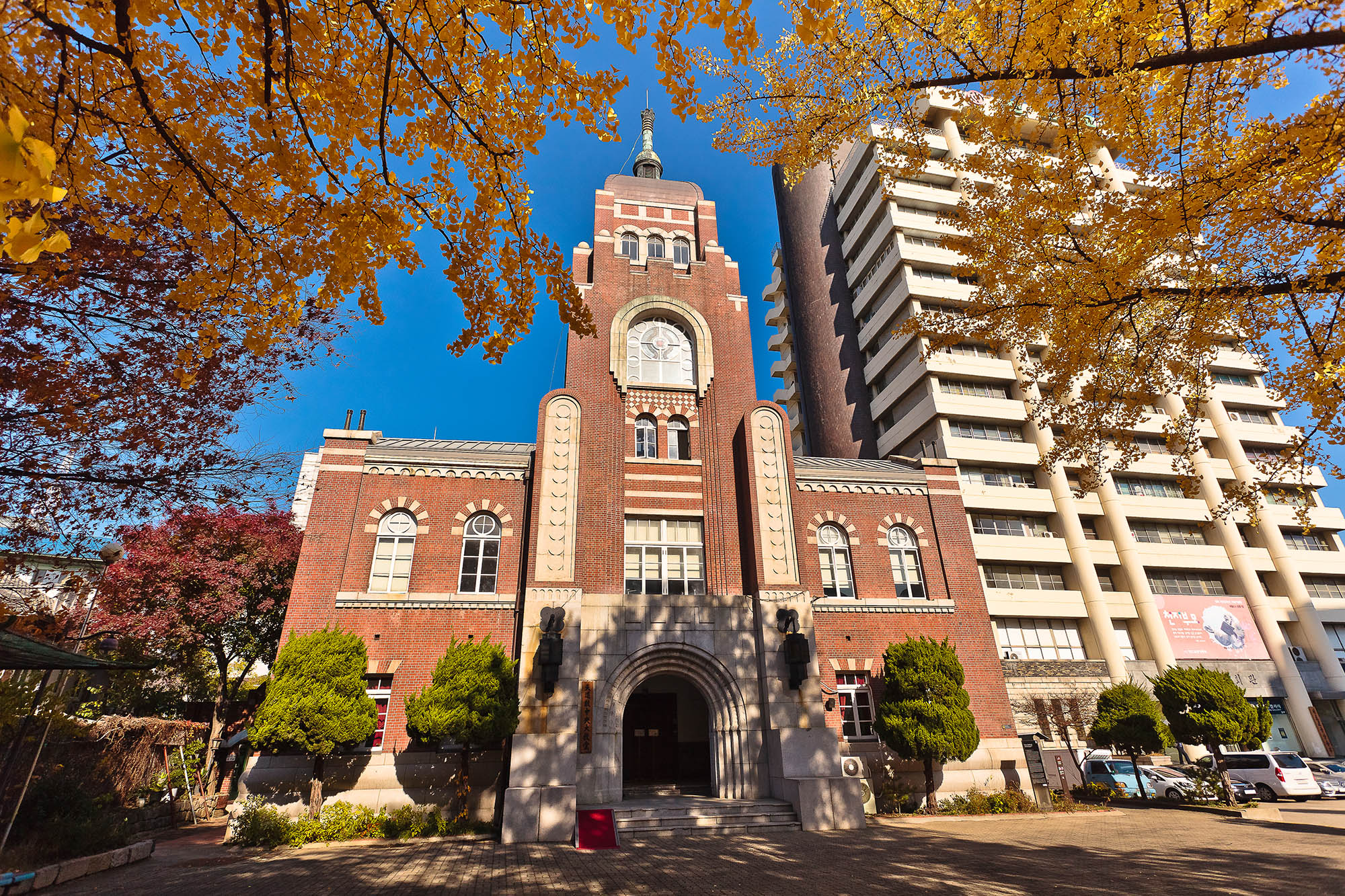
Đền Trung tâm Cheondogyo ở Seoul